# 앙드레 프레빈

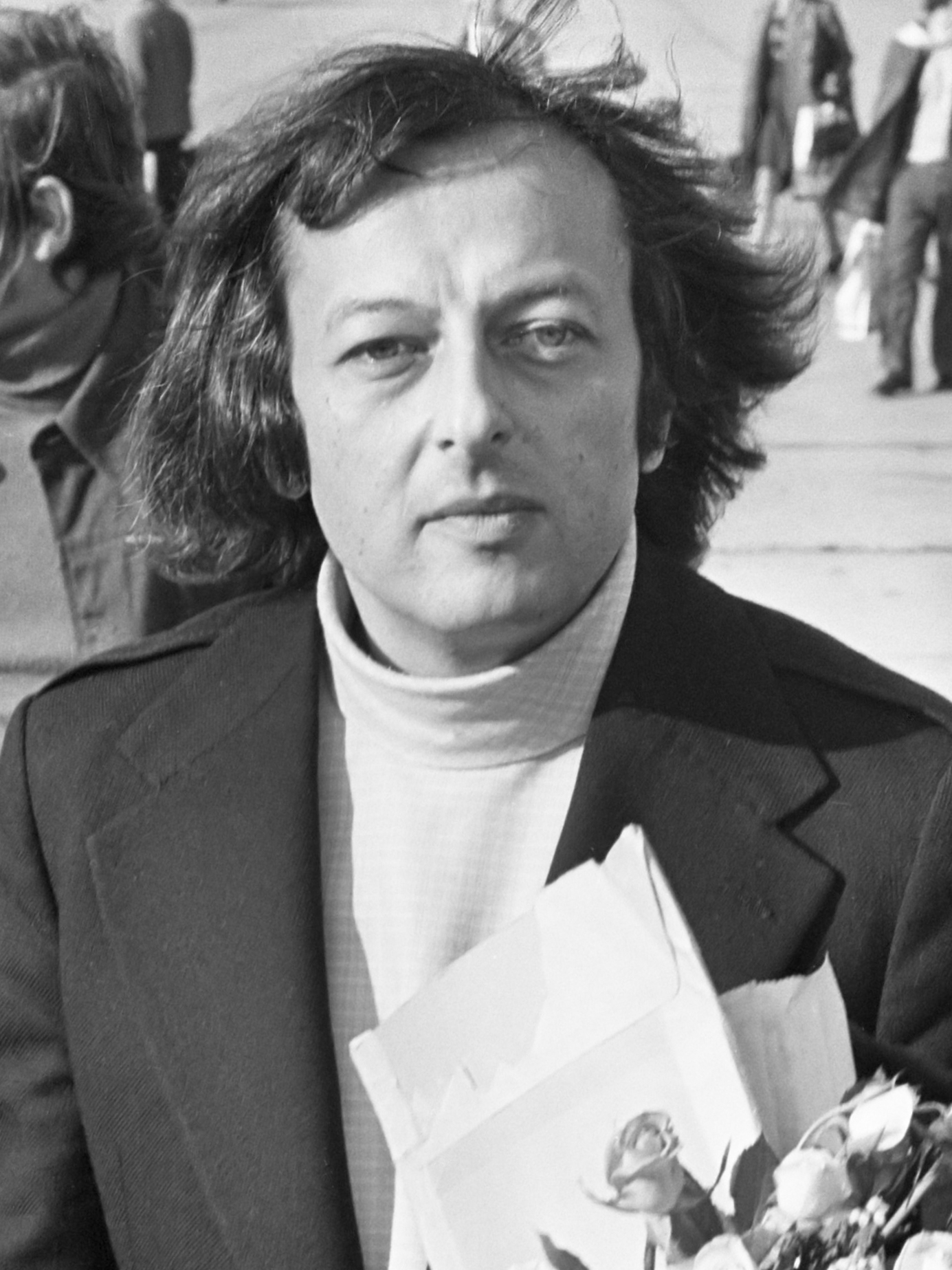
앙드레 프레빈 (1973년)

앙드레 프레빈(영어: André Previn 안드레이 프레빈[*], 영어 발음: /ˈɑːndreɪ/, 1929년 4월 6일 ~ 2019년 2월 28일)은 미국의 피아니스트이자 지휘자, 작곡가이다.
독일의 유대인 집안에서 안드레아스 루트비히 프리빈(Andreas Ludwig Priwin)이란 이름으로 태어났다. 그의 가족은 1938년 나치를 피해 미국으로 이민을 가 로스앤젤레스에 정착하였다. 그는 1943년 미국 국적을 취득하였다.
고등학교를 졸업한 후 1946년 할리우드 MGM의
스튜디오 녹음실에서 경력을 시작했으며 피아노 · 지휘 · 작곡을 전공한 이후 1948년 할리우드에서 안드레이 프레빈이라는 이름으로 영화음악을 작곡하며 경력을 쌓기 시작했다. 고전 음악 및 영화 음악 작곡과와 피아니스트로 활동했으며, 1967년 휴스턴 교향악단, 1968년 런던 교향악단 상임 지휘자로 임명되어 이름을 알렸다. 그 후 피츠버그 교향악단, 로열 필하모닉 오케스트라, 로스앤젤레스 필하모닉 오케스트라, 오슬로 필하모닉 오케스트라 등으로 옮겨 다니며 주요 관현악단의 상임 지휘자로 활동했다.
프레빈은 모두 다섯 차례 결혼을 했다. 베티 베넷과 처음 결혼했으나 이혼했고 그 후 도리 프레빈, 미아 패로와의 결혼은 세간의 주목을 받았다. 미아 패로와의 사이에 대한민국 출신의 순이 프레빈을 입양했으며, 순이 프레빈은 후에 영화감독 우디 앨런과의 결혼으로 큰 주목을 받았다. 1982년 네 번째로 헤더 스네던과 결혼했다가 2002년 이혼하고 바이올리니스트 안네 소피 무터와 결혼했다. 프레빈은 무터를 위해 바이올린 협주곡을 썼다. 그러나 2006년 8월 이혼하였다.

## 서훈
- 1996년 명예 대영 제국 훈장 2등급(honorary KBE, 외국인대상 정원외)